# Asellus dybowskii
Asellus dybowskii és una espècie de crustaci isòpode pertanyent a la família dels asèl·lids.

## Distribució geogràfica
Es troba al llac Baikal.